# Protitankovski pes
Protitankovski pes ali pasja mina je bil naziv za psa z eksplozivom na hrbtu, ki je bil izurjen, da je zlezel pod sovražnikov tank, pri čemer se je eksploziv sprožil in uničil oklepnik in psa.
Protitankovske pse je med drugo svetovno vojno uporabljala Rdeča armada za boj proti nemškim tankom, čeprav so pse za podobne naloge urili tudi Japonci in Američani. Pse so za protioklepni boj urili tako, da so jim dajali hrano pod sovjetske tanke. 
Dodaten problem se je pojavil, ker so sovjetski tanki za pogon uporabljali dizelsko gorivo, nemški pa bencin, kar je pomenilo veliko možnost, da se bo zaradi znanega vonja med bojem pes raje splazil pod sovjetski tank.  Poleg tega psi niso radi tekli proti oklepniku v gibanju; ob zvoku strelnega orožja pa so se hitro splašili in nemalokrat pobegnili nazaj k sovjetskim vojakom, kjer je njihov eksplozivni tovor včasih tudi razneslo. Po letu 1942, ko so psi prisilili celo sovjetsko tankovsko divizijo k umiku, so pasje mine umaknili z bojišča.
Nemška vojska se je že kmalu po začetku bojev zavedla rabe Hundeminen za protitankovsko orožje, zato je na vzhodni fronti postrelila vse pse, ki jih je srečala, pod pretvezo, da so morda stekli. Psi so zaradi tega postali redki, zato pa jih je bilo še težje uporabiti kot orožje. Po neuspehih so pse raje začeli uriti za druge naloge.
Z razmahom učinkovitega protitankovskega orožja so samomorilski psi utonili v pozabo in malo je verjetno, da bi jih še kdaj uporabili v ta namen.

## Vira
- Pile, Stephen (1979). The Book of Heroic Failures. Futura. ISBN 0-7088-1908-7.
- Dog Anti-Tank Mine Arhivirano 2005-05-17 na Wayback Machine., Soviet-Empire.com. Pobrano 20. maja 2005.